# Vincze Lilla
Vincze Lilla (Siófok, 1961. június 5. –) EMeRTon-díjas magyar énekesnő, szövegíró, a Napoleon Boulevard énekese, A Dal zsűritagja.

## Élete
Karrierje 1986-ban indult a Napoleon Boulevard együttessel, amikor megnyerték az Interpop fesztivált. Az együttes eredeti felállásban 1990-ig létezett, utána az énekesnő Cziglán Istvánnal dolgozott tovább. A 2000-es évek elején crossover stílusra váltott, 2008-ban ebben a stílusban készült el Angyalnak, madárnak című lemeze. 2009-ben újra összeállt a Napoleon Boulevard.
2000 óta saját énekiskolát működtet, tanári diplomával rendelkezik. Több színházi produkcióban is részt vett, játszotta Édith Piafot a Ruttkai Éva Színház színpadán. Templomi koncerteket ad, kamarazenekarral lép fel, és a Rajkó zenekarral is dolgozik.
2017-ben szerepelt A nagy duett című műsorban, duettpartnere Apáti Bence volt.
2019-ben A Dal 2019 eurovíziós nemzeti dalválasztó show, majd 2020-ban és 2021-ben A Dal című tehetségkutató műsor zsűritagja volt.

## Díjai
- Interpop Fesztivál I. hely (1986)
- Popmeccs – Az év énekesnője (1986, 1987, 1988, 1989, 1990)
- EMeRTon-díj (1988)
- Transilvanian Music Awards – Különdíj (2013)

## Diszkográfia

### Szólólemezek
- Lilla (1989)
- Lilla és Czigi (1990)
- Mámor (1992)
- Szállj velem – koncert (1993)
- Két Hold (1994)
- Mély kék (1997)
- Titanic (1999)
- Angyalnak, madárnak (2008)

### A Napoleon Boulevard együttessel
- I. (1986)
- II. (1987)
- Júlia nem akar a földön járni (1988)
- Mennyből az angyal (1989)
- Best of 1985–1989 (2009)
- Világfalu (2010)

### Közreműködik
| Év   | Album                                        | Dal                           |
| ---- | -------------------------------------------- | ----------------------------- |
| 1987 | Moziklip                                     | Álmunkra vigyáz               |
| 1996 | Legendák 10. / A 80-as évek kislemez-sikerei | Júlia nem akar a földön járni |
| 2005 | Nagy hazai házibuli lemez – Mix              | Júlia                         |
| 2009 | Csutkamanó titkai                            | Ünnep                         |

## Színházi szerepei
| Darab            | Szerep           | Színház             | Bemutató           | Forrás |
| ---------------- | ---------------- | ------------------- | ------------------ | ------ |
| Acélmagnóliák    | Valery Boudreaux | Ruttkai Éva Színház | 1997. május 30.    | [ 1 ]  |
| Edith és Marlene | Édith Piaf       | Ruttkai Éva Színház | 1997. november 12. | [ 2 ]  |
| Kikötő           | N/A              | Újpest Színház      | 2008.              |        |

## Portré
- Kontúr – Vincze Lilla (2022)